# Paróquia Santa Eugênia (Estocolmo)

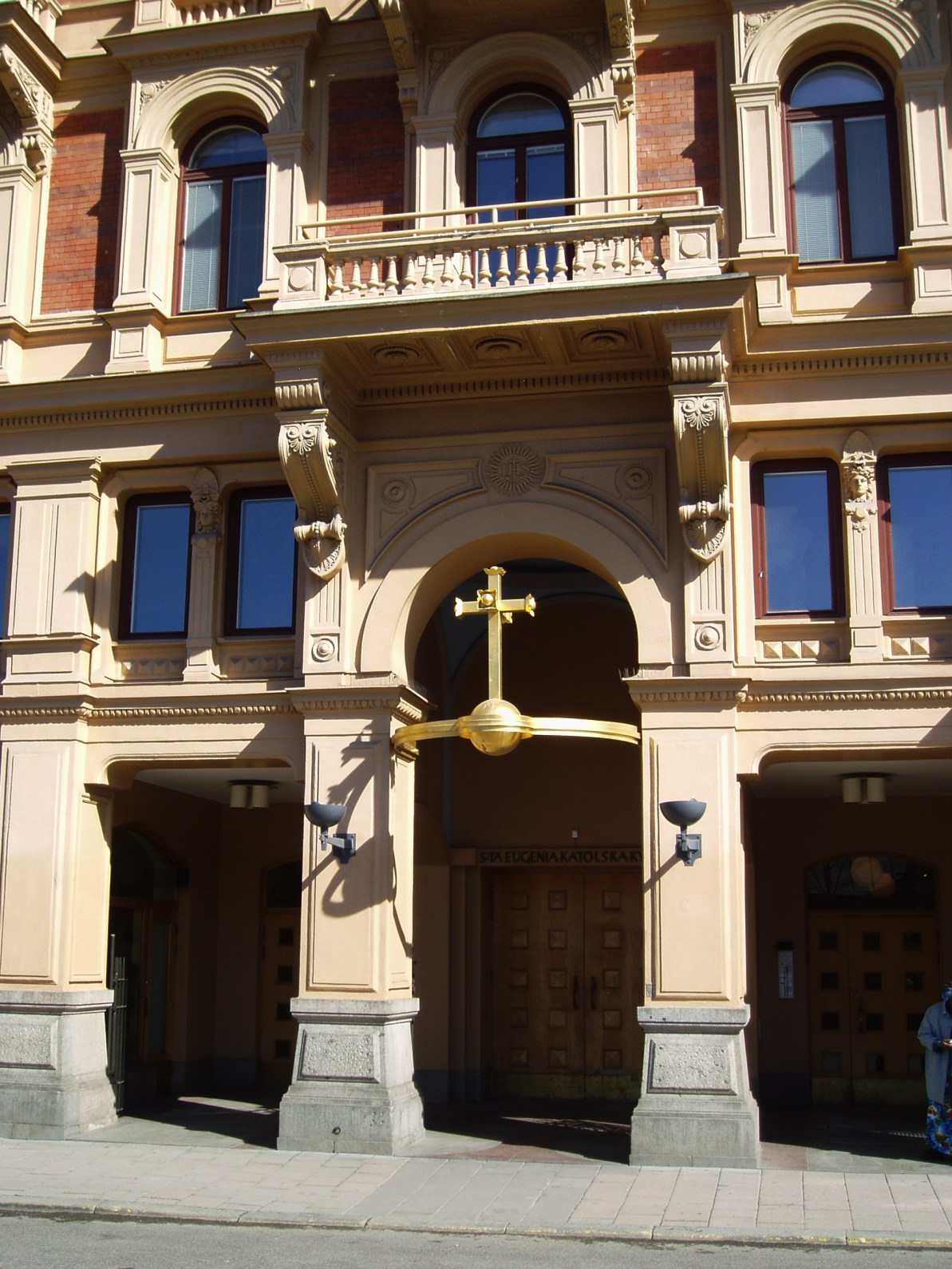
Igreja de Santa Eugênia, e sua entrada em Kungsträdgården

A Paróquia Santa Eugênia (em sueco:  Sankta Eugenia katolska församling) é uma igreja católica no centro de Estocolmo, capital da Suécia. Foi construída em 1982 pelo arquiteto dinamarquês Jørgen Kjaergaard, e está situada próxima dos antigos Jardins Reais, Kungsträdgården, em Norrmalm. A igreja é consagrada a Santa Eugênia (Eugénie d'Alsace), uma abadessa (700-735) do mosteiro Monte Santa Odília, na Alsácia, França.
A paróquia foi criada em 1837 e é a mais antiga da Suécia, desde a Reforma Protestante; desde 2010, tem cerca de 9.000 membros. Serviços são mantidos em sueco, inglês, polonês e árabe. O funcionamento da igreja e o cuidado pastoral da paróquia é supervisionado por jesuítas.

## História
Em 1783 , quando o rei Gustavo III deu  liberdade religiosa a católicos estrangeiros, uma capela provisória foi estabelecida na prefeitura, em seguida, transferiada para Södermalm, onde o Museu da Cidade de Estocolmo está localizado. De lá a pequena paróquia mudou-se para uma igreja própria em 1837. Este segundo edifício, localizado em Norra Smedjegatan, foi a primeira igreja católica estabelecida após reforma. Em 1860, quando a liberdade religiosa foi oficialmente aprovada para todos os cidadãos, os jesuítas estabeleceram a primeira comunidade na Suécia e foram encarregados de seus serviços pastorais.
Na década de 1950, o conselho municipal decidiu remodelar a cidade de Estocolmo. A igreja, portanto, foi demolida e a paróquia teve de ficar em acomodações provisórias. Em 1962, o município ofereceu a propriedade em Kungsträdgården, estando a igreja lá localizada até hoje.

## Arquitetura
A igreja de hoje, consagrada em 1982, está integrada a um palácio histórico e a um pátio, erguidos em 1887. 
O interior do edifício está foi projetado em tijolo vermelho. Vários objetos no interior têm sido utilizados desde a velha igreja em Norra Smedjegatan, como as fontes de água e a  pia batismal em estilo neobarroco, um presente do rei Carlos XIV e da Rainha Desidéria Clary, em 1838. O sacrário de mármore foi um presente do arquiduque austríaco Maximiliano d'Este em 1842.